# Campanula jaubertiana
Campanula jaubertiana là loài thực vật có hoa trong họ Hoa chuông. Loài này được Timb.-Lagr. mô tả khoa học đầu tiên năm 1868.